# Metlaouia fiorii
Metlaouia fiorii är en fjärilsart som beskrevs av Turati. Metlaouia fiorii ingår i släktet Metlaouia och familjen nattflyn. Inga underarter finns listade i Catalogue of Life.